# Aspidodiadema intermedium
Aspidodiadema intermedium is een zee-egel uit de familie Aspidodiadematidae.
De wetenschappelijke naam van de soort werd in 1977 gepubliceerd door Shigei.